# Eurocolumbus
Eurocolumbus wurde 1994 zum Zwecke des Managements der Entwicklung des Raumlabors Columbus unter Beteiligung von DASA (Anteil 51 %),
Alenia (33,4 %) und
Matra (15,6 %) gegründet.
Um die Ansprüche der größten Beitragszahler Deutschland und Italien zu befriedigen, wurde der Geschäftsführer von Deutschland gestellt und der Hauptsitz in Bremen eingerichtet, Nebensitz war Turin. Frankreich gab sich mit der Stellung eines Direktors zufrieden.
Eurocolumbus sollte für das Management und die obere technische Führung zuständig sein während die Mutterfirmen DASA, Alenia und Matra die eigentlichen Aufgaben wahrnehmen sollten.
Bereits nach kurzer Zeit stellte sich heraus, dass die Integration des Teams und damit die effiziente Abwicklung des Programmes wegen der unterschiedlichen Interessen und Arbeitsstile der verschiedenen Eurocolumbus-Mitglieder keine Aussicht auf Erfolg hatte. Darum wurde die Firma im Jahr 2002 aufgelöst.